# Xingtian, Jiangxi
Xingtian (kinesiska: 兴田, 兴田乡) är en socken i Kina. Den ligger i provinsen Jiangxi, i den sydöstra delen av landet, omkring 190 kilometer nordost om provinshuvudstaden Nanchang. Antalet invånare är 7564. Befolkningen består av 3 630 kvinnor och 3 934 män. Barn under 15 år utgör 16,0 %, vuxna 15-64 år 74 %, och äldre över 65 år 9,0 %.
Genomsnittlig årsnederbörd är 2 520 millimeter. Den regnigaste månaden är juni, med i genomsnitt 438 mm nederbörd, och den torraste är oktober, med 61 mm nederbörd.